# Neopsylla stevensi
Neopsylla stevensi är en loppart som beskrevs av Rothschild 1915. Neopsylla stevensi ingår i släktet Neopsylla och familjen mullvadsloppor.

## Underarter
Arten delas in i följande underarter:
- N. s. stevensi
- N. s. sichuanyunnana